# Glaner Braut
Die Glaner Braut ist ein neolithisches Ensemble von vier Megalithanlagen aus der Trichterbecherkultur. Die Anlage mit den Sprockhoff-Nummern 948–951 befindet sich nahe der niedersächsischen Kreisstadt Wildeshausen. Diese Bauwerke der Nordischen Megalitharchitektur entstanden zwischen 3500 und 2800 v. Chr.

## Lage, Unterschutzstellung (1934/1939)
Die Großsteingräber Glaner Braut liegen am linken Ufer der Hunte, auf dem Gebiet der Wildeshauser Bauerschaft Glane, direkt gegenüber dem Dötlinger Ortsteil Dötlingen, im Naturschutzgebiet Glaner Heide, in der Wildeshauser Geest, in sechs Kilometern Entfernung zum Wildeshauser Stadtkern.
Am 2. April 1934 wurden die Gräber unter Denkmalschutz gestellt und kamen gleichzeitig in Staatsbesitz. Zudem wurde das gesamte Heidestück 1939 unter Naturschutz gestellt. Der Zweckverband Wildeshauser Geest stellte 2006 Informationstafeln auf.

## Suche nach den Siedlungen der Megalithbauer
Während die große Zahl von Megalithbauten im Umkreis der Glaner Braut auf eine verhältnismäßig hohe Siedlungsdichte schließen lässt, waren bis vor wenigen Jahren entsprechende Siedlungen nur aus Oberflächenfunden belegbar. Dabei handelte es sich im Wesentlichen um Flintartefakte und Keramikscherben, die den Denkmalbehörden gemeldet wurden. Vor diesem Hintergrund kommt einem südlich von Ahlhorn in unmittelbarer Nähe zu einem Megalithgrab gelegenen Fundplatz erhebliche Bedeutung zu. Dort entdeckte das Niedersächsische Landesamt für Denkmalpflege Überreste einer Siedlung des späten 4. Jahrtausends v. Chr. 2010 wurde bei geomagnetischen Messungen einer vom Landesamt ergrabenen trichterbecherzeitlichen Siedlung in der Nähe von Holzhausen Unregelmäßigkeiten im Boden festgestellt, die mit neolithischen Erdwerken zu vergleichen sind, doch wurden dort nur wenige Gruben entdeckt, die eisenzeitliches bis kaiserzeitliches Material bargen. Hingegen gelang es, in Visbek-Uhlenkamp einen Hausgrundriss und zwei Flachgräber freizulegen.
Die Torfvorkommen der Wildeshauser Geest wurden durch Torfabbau und Landwirtschaft weitgehend ausgelöscht. Pollenprofile zu gewinnen ist dadurch nur auf wenigen Standorten möglich. Ein Profil aus einem Niedermoor südlich von Ahlhorn in unmittelbarer Nahe zu einem zerstörten Großsteingrab und entsprechenden Siedlungsresten bildet hier eine Ausnahme. Proben aus dem Runden Moore wurde palynologisch untersucht. Tragfähige Ergebnisse lagen 2018 noch nicht vor.

## Name
Die Glaner Braut ist nach der nahe gelegenen Ortschaft Glane benannt, einer Bauerschaft der Landgemeinde Wildeshausen. Dieser Name wiederum, so wurde noch Ende der 1950er Jahre spekuliert, gehe „doch wohl“ auf keltische Ursprünge zurück, demnach „möglicherweise“ den seinerzeitigen Namen der vorbeifließenden Aue. Während der Herrschaft der Nationalsozialisten wurden die Bauwerke eher „Germanen“ zugeschrieben, oder zumindest in einen entfernten Zusammenhang gebracht. Und immer handelte es sich um Versammlungsstätten und „mächtige Steinsetzungen“, wie Wilhelm Teudt 1936 mutmaßte, der in der Nähe auch vermeinte, „Trojaburgen“ entdeckt zu haben: „Auf dem „Loh“ bei Dötlingen, der großen germanischen Versammlungsstätte im Oldenburgischen (in der Nähe der gewaltigen Megalithstätten „Glaner Braut“, „Visbecker Braut und Bräutigam“) fand ich ein der Verwüstung preisgegebenes Feld mit noch völlig unverkennbaren Resten zahlreicher Trojaburgen.“
Anders als bei der „Visbeker Braut“ stand mit dem zweiten Namensteil die absichtsvolle Verbindung zwischen Totenkult und Hochzeitsbrauchtum bei der Benennung der „Glaner Braut“ nicht im Mittelpunkt. Auch wenn bei der Sagensammelstelle „sagen.at“ keine schriftliche Fassung einer Sage über eine „Glaner Braut“ aus der Zeit vor dem 20. Jahrhundert bekannt ist, so erscheint das Monument doch bereits in dem Werk Flüchtige Reisebilder und Skizzen von einem alten Offizier von 1863 unter diesem Namen. Vermutlich wollte man schon vor dem 20. Jahrhundert einen Brückenschlag zu der damals bekannteren „Visbeker Braut“ herstellen. Offenbar gab es schon in den 1820 und 1830er Jahren Bemühungen, über die Anlagen mehr in Erfahrung zu bringen, wobei man vor Sprengungen einzelner Steine nicht zurückschreckte (S. 108). So war in den 1860er Jahren noch das entsprechende Bohrloch zu erkennen. Auch wurden zwei Steine entfernt, um darunter Grabungen vornehmen zu können. Zudem wurde ein Wall mit Birken angelegt, der die Anlage umschloss. Die Übertragung des zweiten Namensteils von der Visbeker Braut auf das Monument an der Hunte vermutete schon dieser anonyme Autor (S. 110). 
Im Gegensatz zur Visbeker Braut ist der heutige Name in einer Amtskarte von 1765 noch nicht verzeichnet, und auch zwischen 1806 und 1808 fehlt diese Bezeichnung in einem Kartenwerk über Wildeshausen. So dürfte die Übertragung des besagten Namensteils zwischen etwa 1810 und 1830, spätestens 1860 erfolgt sein. Die Entlehnung von der Visbeker Braut wurde spätestens 1879 erneut vermutet.
Es wird erzählt, dass auf dem Gelände der „Glaner Braut“ das wohlhabende Volk des Stammes Glane gelebt habe. In Grab I, der größten Grabanlage der „Glaner Braut“, habe der Fürst Glanos residiert. Die kleineren Gräber hätten als Hütten des Volkes gedient.
Vor allem Kindern und Jugendlichen, die in dem in der Nähe gelegenen Schullandheim untergebracht sind, wird erzählt, dass Grab I einst das Fundament eines riesigen Tempels des Fürsten Glanos gewesen sei. Im Tempel habe eine Flamme gebrannt, die nie hätte ausgehen dürfen. Als Amelhusen über die Götter gelästert und das Feuer im Tempel zertreten habe, habe der Fürst Glanos gesprochen: „Verflucht sei dieses Dorf, solange bis die jüngsten und schönsten aus dem fernen Hammaburg kommen und durch ihre Taten das Reich erlösen. Sie werden Feuersteine mitbringen und eine neue Flamme entzünden.“ (Schülern aus Hamburg erzählte Variante).

## Beschreibung
Die Glaner Braut besteht aus einer Gruppe von vier Megalithanlagen, die mit I bis IV durchnummeriert wurden. Sie liegt in einer Heide nahe dem Ufer der Hunte. Typologisch sind die Anlagen schwer einzugliedern, da der Grad der Zerstörung relativ hoch ist.

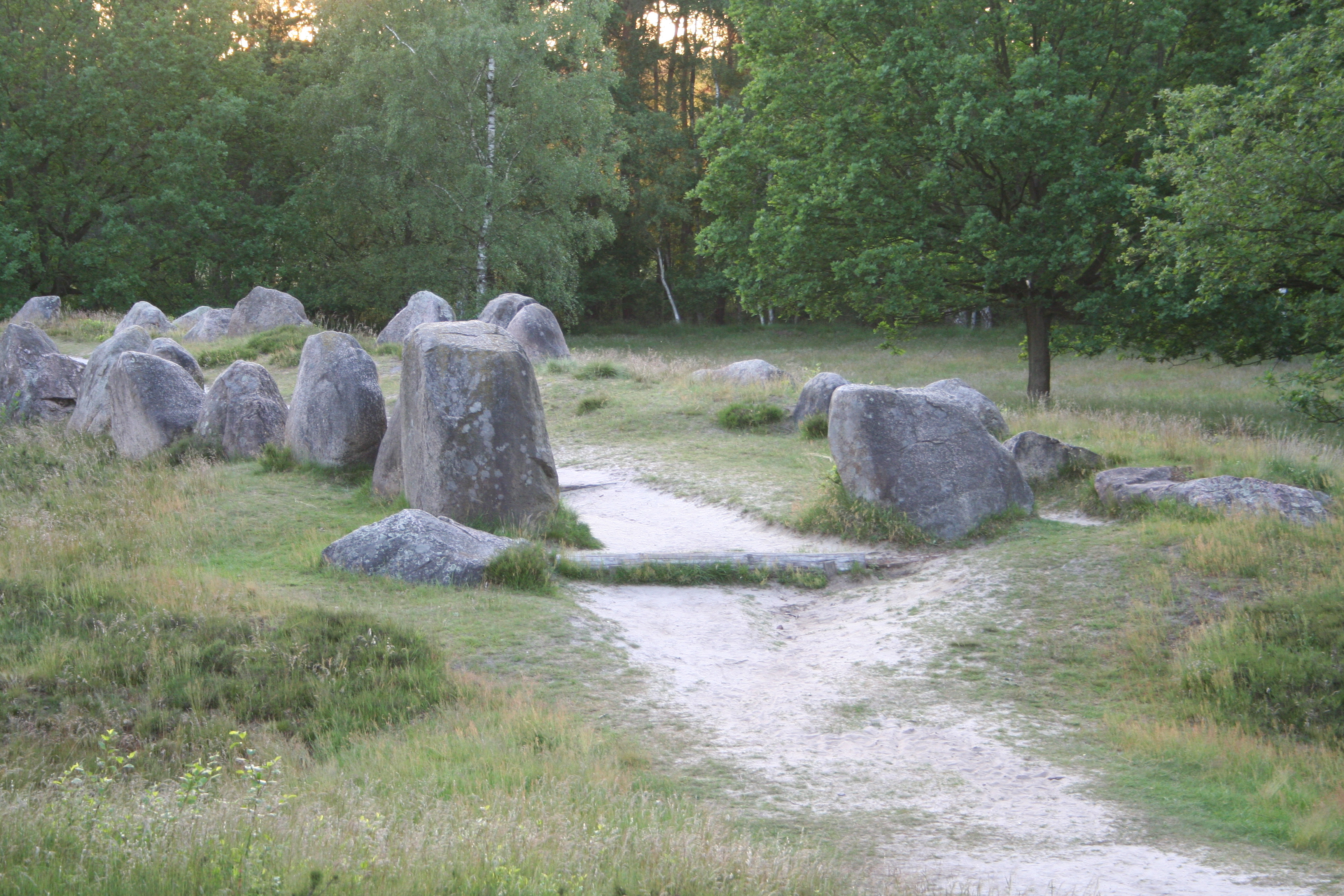
Großsteingrab Glaner Braut 1

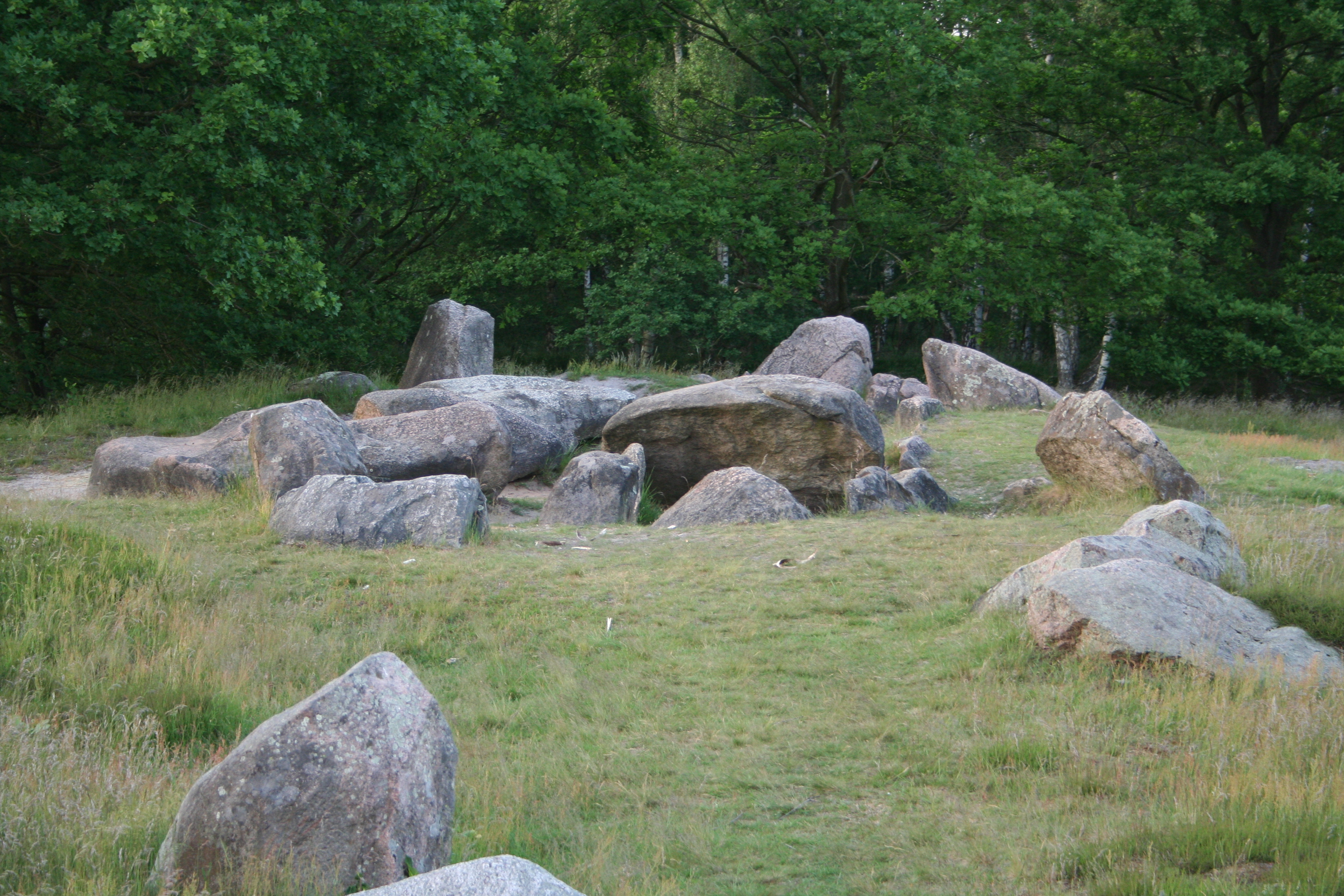
Glaner Braut 2

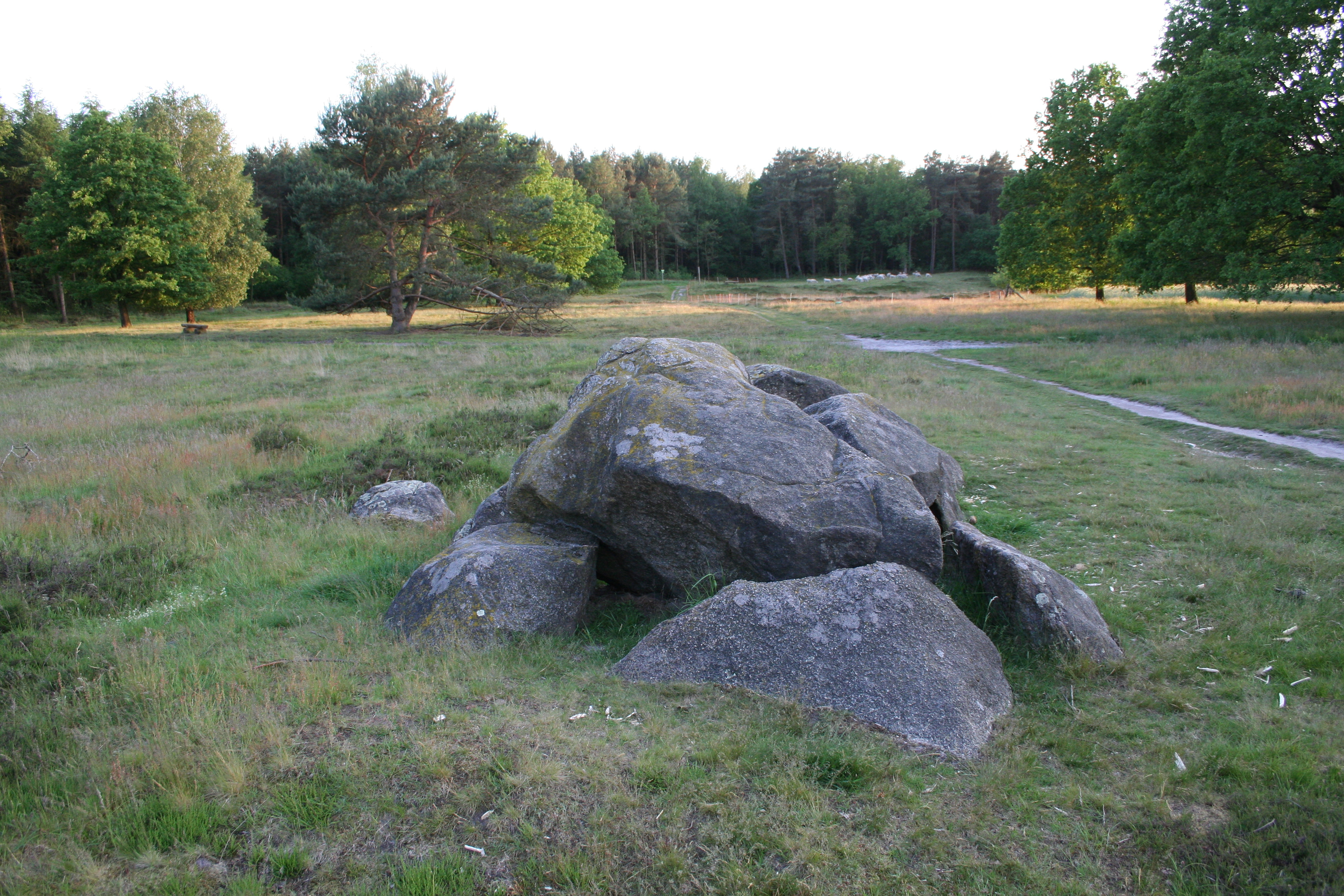
Glaner Braut 3

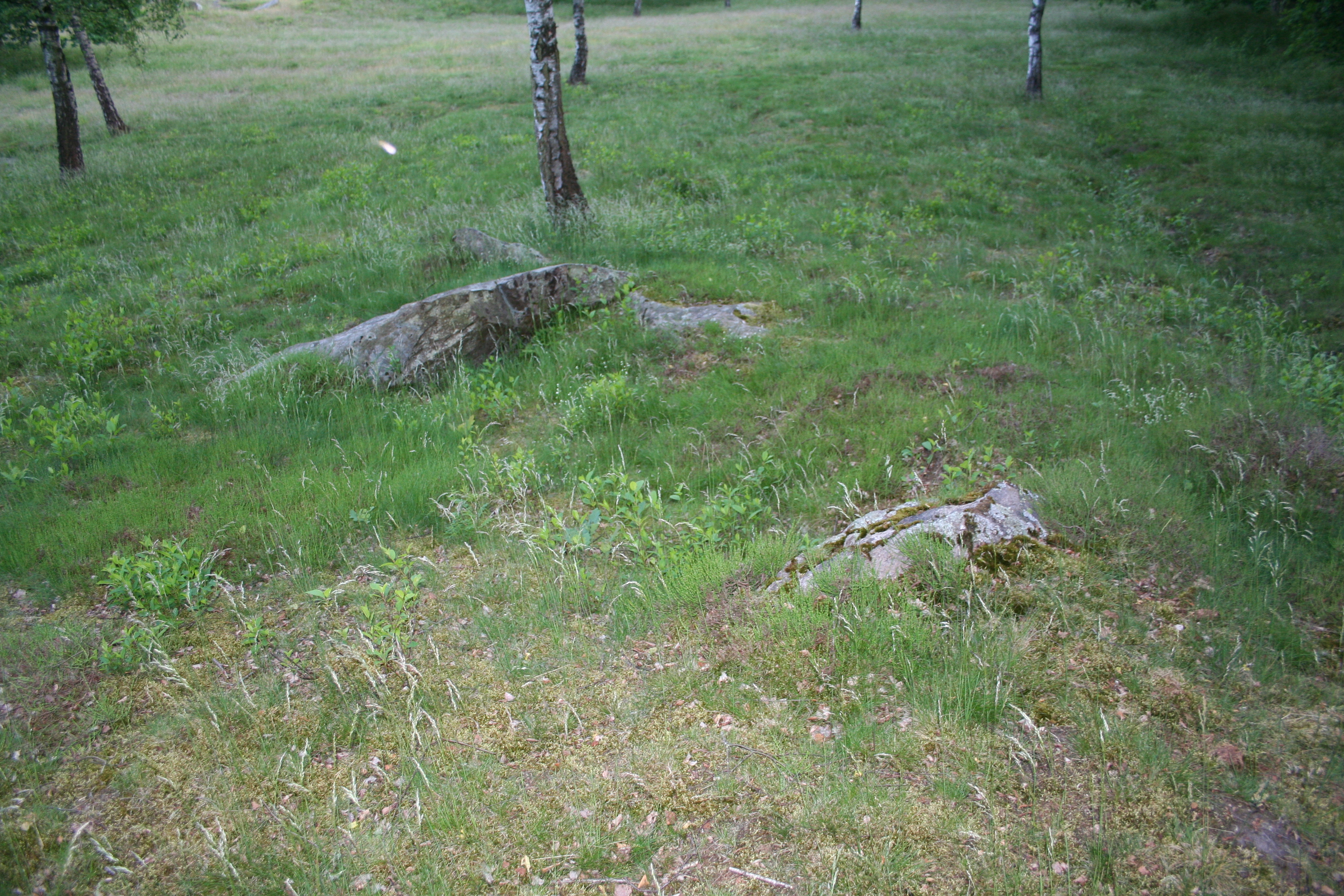
Glaner Braut 4

- Die Glaner Braut I ist mit etwa 50 m Länge und trapezoider Breite von 6 bis 8 m die größte Anlage der Gruppe. Ihre etwa 2 m breite Kammer, von der nur sechs Tragsteine erhalten sind, ist stark zerstört.
- Die Glaner Braut II liegt im rechten Winkel daneben. Sie hat eine Ausdehnung von 30 m bei 5 m Breite.
- Von der Glaner Braut III ist nur eine 6 × 2 m große Kammer erhalten.
- Von der Glaner Braut IV sind nur noch die Reste der Grabkammer zu sehen. Ein Deckstein liegt etwa 14 m entfernt.

Im Bereich des Naturparks Wildeshauser Geest und seiner näheren Umgebung liegen noch weitere 36 Anlagen ähnlicher Art. Die Glaner Braut ist eine von 33 Stationen, die zur Straße der Megalithkultur gehören.

## Nachnutzung: Urnenfunde aus der Spätbronze- und Früheisenzeit
In der Spätbronzezeit und in der frühen Eisenzeit wurden Urnenbestattungen vorgenommen, und zwar in der Füllerde zwischen Umfassung und der eigentlichen Grabkammer, die im südlichen Großsteingrab in den 1980er Jahren freigelegt wurde, an der Glaner Braut 2 also. Im August 2011 entdeckte R. Laskowski aus Braunschweig im Sandboden den teilweise frei liegenden Rand eines Tongefäßes, das sich als eine zweite Urne erwies, die in die jüngere Eisenzeit datiert wurde. Doch beide Urnen enthielten keinerlei Beigaben, sondern ausschließlich Leichenbrand. Insgesamt wurden zwischen 1965 und 2011 sechs Urnenfunde in diesem Bereich gemacht, die wahrscheinlich in einer recht kurzen Phase abgelegt wurden.
Die Urne von 2011 – bezeichnet als Bestattung 1 – war vollständig erhalten, wenn sie auch rissig war; weitere Scherben gehören wohl zu einer einstigen Deckschale. Die mit viel Leichenbrand, wohl eines Mannes von 54 bis 60 Jahren, gefüllte Urne stand in einer engen Grube von etwa 50 mal 40 cm. Diese befand sich zwischen dem nördlichen Ende der Grabkammer und den Umfassungssteinen. Das Gefäß gehört zu einer Gruppe, die im Nordwestdeutschen als Terrine bezeichnet werden, ein gedrungenes und oberständiges, dreigliedriges Gefäß mit gewölbter Schulter und Kegelhals. Ein Wulsthenkel ist auf Hals und Schulter angebracht. Datieren ließ sich das Gefäß durch Vergleiche auf den Übergang von Periode V zu IV. Der Tote litt zu Lebzeiten – er maß etwa 162 ± 3,3 cm – unter einem leicht entzündlichen Zahnfach eines hinteren Molars. An einem Halswirbel, zwei Lendenwirbeln und besonders ausgeprägt am Kreuzbeinwirbel ließ sich Spondylose feststellen.
1965 wurde erstmals eine Urne geborgen; die Fundumstände sind unbekannt. Die Urne fand sich unmittelbar an der Außenkante des nördlichen Schmalseitenträgers der Kammer. Es handelt sich um eine zweigliedrige oberständige Urne mit eingezogenem Oberteil. Sie konnte in Periode V nach Montelius eingeordnet werden. Der Leichenbrand deutet möglicherweise auf einen Mann hin, in jedem Falle ein durch körperliche Belastung sehr robustes Individuum von 47 bis 54 Jahren. Fast alle Wirbelkörper weisen Spondylose auf, der Kiefer weist auf eine leicht entzündliche Parodontitis hin. Möglicherweise hat das Individuum unter recht kleinen gut- oder bösartigen Knochentumoren gelitten.
Die beiden Bestattungen 3 und 4 weisen zu wenig Leichenbrand für eine anthropologische Untersuchung auf. Bestattung 3 wurde am 11. Juni 1975 entdeckt, als ein Schüler ein Gefäß fand, das dem Focke-Museum in Bremen übergeben wurde. Von dort gelangte es in den Besitz des Oldenburger Museums. Derartige, auch als Trichterhalsdoppelkoni bezeichneten Gefäße lassen sich nur sehr ungenau zeitlich einordnen, nämlich zwischen Jungbronzezeit und Latène C/D.
Etwa ein Jahr später, am 19. Mai 1976 wurde im Verlauf einer Exkursion des Seminars für Ur- und Frühgeschichte der Universität Münster unter Leitung von Dr. P. Glüsing unmittelbar an einem Umfassungsstein des Hünenbetts Reste einer Urne und zugehöriger Leichenbrand geborgen. Die nur sieben Wandscherben und die geringen Mengen an Leichenbrand zeigten, dass der Befund bereits stark gestört war. Die Untersuchung der Keramik selbst machte eine Einordnung in Periode V/VI wahrscheinlich. 
Im Bereich des sogenannten „Trampfelpfades“, den die zahlreichen Besucher hervorgebracht hatten, wurden zwei weitere Gefäßreste entdeckt. Wahrscheinlich handelt es sich ebenfalls um Urnen. Die Ausgrabung erfolgte erst bei einer weiteren Exkursion der Universität Münster am 23. Juni 1976. Doch liegen weder Dokumentation noch Beschreibung vor. Bei dem mutmaßlichen Urnenrest von Bestattung 5 handelt es sich um ein vollständig erhaltenes Unterteil mit leicht nach innen gewölbtem, nicht abgesetztem Flachboden. Das Unterteil ist schwach gebogen, die Oberfläche geglättet. Das zweite Fragment (Bestattung 6) ist, sieht man von dem nach innen gewölbten Boden ab, identisch mit dem aus Bestattung 5. Beide Leichenbrände stammen von Kindern unbekannten Geschlechts, die im Alter von 6 bis 12 und im Alter von 3 bis 4 Jahren ± 12 Monate verstorben waren. Harrislinien deuten auf eine längere Phase von Diarrhöe oder Hunger hin.
1999 konnte Matthias Sopp im Rahmen seiner Dissertation 72 Fundorte nachweisen, bei denen es sich um Nachbestattungen im unmittelbaren Umfeld von Großsteingräbern handelt. Diese reichten von der Bronzezeit bis zum Hochmittelalter. Beisetzungen in der Steinkammer erschienen dabei nur in 16 Fällen. Den zeitlichen Schwerpunkt bildet, ebenso wie bei der Glaner Braut, die Spätbronze- und Früheisenzeit.